# لاورنس (ایندیانا)
لاورنس، ایندیانا (به انگلیسی: Lawrence, Indiana) یک شهر در ایالات متحده آمریکا با جمعیت ۴۶٬۰۰۱ نفر است که در ایندیانا واقع شده‌است.

## موقعیت جغرافیایی
موقعیت جغرافیایی شهرها و مناطق اطراف به شرح زیر است: